# Symballophthalmus inermis
Symballophthalmus inermis är en tvåvingeart som beskrevs av Papp 2003. Symballophthalmus inermis ingår i släktet Symballophthalmus och familjen puckeldansflugor.
Artens utbredningsområde är Ungern. Inga underarter finns listade i Catalogue of Life.